# Phratria
Phratria (Oudgrieks φρατρία / phratría - broederschap) duidde in het oude Griekenland de opdeling van een phyle die een aantal families bevat aan.
In Attica telde elk van de vier oude Ionisch phylai drie phratriai, twaalf in totaal; en elk  phratria omvatte dertig families. Toen de oude  phylai door Clisthenes op de achtergrond werden gedrukt, bleven de phratriae bestaan als godsdienstige associaties voor de inachtneming van de oude vormen van de eredienst, die niet in verdrukking kwamen. Zij hadden, echter, geen politiek belang, behalve dat de zonen (van geboorte of adoptie) van een burger door hun natuurlijke of aangenomen vader moesten worden ingeschreven in het register van de phratores of leden van de phratria. Dit werd gedaan door de phratriarchi (voorzitters) tijdens het voornaamste festival van de phratriai, de  Apaturia. Pas getrouwde echtgenoten introduceerden ook hun vrouw in de phratria (zie ook Oud-Griekse huwelijk). Elke phratria had een afzonderlijke plaats voor de eredienst (phratrion), met de altaren van haar goden. Zeus en Athena werden door alle phratriai vereerd, maar elke phratria vereerde haar eigen speciale godheden.

## Referentie
- O. Seyffert, art. Phrātrǐā, in O. Seyffert, Dictionary of Classical Antiquities, Londen, 1894, pp. 186-187.